# Juicio Hospital Posadas II

El juicio Hospital Posadas II empezó el 18 de mayo y concluyó el 14 de septiembre de 2018 ante el Tribunal Oral en lo Criminal Federal N° 2 de la Ciudad de Buenos Aires. Lo integraron los jueces Jorge Alberto Tassara, Julio Luis Panelo y Néstor Guillermo Costabel.  El fiscal general Pablo Ouviña intervino en representación del Ministerio Público Fiscal. El proceso terminó con la prisión a perpetua de Luis Muiña.

## Hechos que se juzgan
El juicio Hospital Posadas II tiene por objeto juzgar los homicidios agravados por alevosía del médico Jorge Mario Roitman y el empleado administrativo Jacobo Chester, la privación ilegal de la libertad de seis personas y tormentos infringidos a cinco de ellas.

## Imputados
El juicio se inició con dos imputados: Luis Muiña (ya condenado por los hechos del primer tramo) y Argentino Ríos (su proceso había sido suspendido en 2011 por motivos de salud y en esta oportunidad era juzgado por los hechos de los tramos I y II), pero falleció durante la etapa de alegatos.
Muiña y Ríos integraban el grupo parapolicial conocido como “Swat”, que operó en el hospital Posadas desde julio de 1976, y están siendo juzgados por su "participación necesaria en los homicidios agravados por alevosía. La privación ilegal de la libertad y tormentos sufridos por las víctimas han sido corroborados en la sentencia del  2011 por el Tribunal Oral en lo Criminal Federal N°2, cuyas condenas -una de las cuales recayó sobre Muiña- fueron ratificadas por la Cámara Federal de Casación Penal en 2012.
En mayo de 2017, Muiña fue beneficiado con un fallo de la Corte Suprema de Justicia de la Nación, que habilitaba el dos por uno en crímenes de lesa humanidad. Excarcelado desde 2016, Muiña volvió a la cárcel en junio de 2017 tras una presentación de la fiscal Ángeles Ramos luego de que se le revocara el sobreseimiento por los homicidios de Jorge Mario Roitman y Jacobo Chester.
En este tramo, Posadas II, también estuvo acusado Reynaldo Bignone pero falleció el 7 de marzo de 2018, antes del juicio oral.

## Víctimas
Jorge Mario Roitman y Jacobo Chester estuvieron privados de su libertad en "El Chalet", el centro clandestino de detención que funcionó en el Hospital Posadas.
Roitman era infectólogo e integraba el equipo de clínica médica del policlínico. Su desaparición está documentada en el Nunca Más. Fue secuestrado el 2 de diciembre de 1976 y permaneció detenido-desaparecido en el “El Chalet”. Las sobrevivientes Gladis Cuervo y Jaqueline Romano declararon ante la justicia haber compartido cautiverio con Roitman. Sus restos fueron hallados en noviembre de 2017 en el predio del Hospital Posadas por operarios que trabajaban cavando la zanja para un desagüe, a tan solo 25 metros de donde funcionó el centro clandestino, hoy sede de la escuela de enfermería y de la Dirección de Derechos Humanos del Hospital Posadas. Fueron derivados a la causa que investiga los crímenes del Primer Cuerpo del Ejército, conducida por el juez federal Daniel Rafecas, quien dio intervención al Equipo Argentino de Antropología Forense. Tras una serie de pruebas confirmó que pertenecían a Roitman.
Jacobo Chester se desempeñaba en el Departamento de Estadísticas del Hospital Posadas. Fue secuestrado el 26 de noviembre de 1976 en su vivienda en Haedo, que además fue saqueada. Lo trasladaron a “El Chalet”, donde lo torturaron. Su cuerpo apareció días después, el 2 de diciembre del mismo año, en el Río de la Plata (Puerto Nuevo, Dársena “f”).
Las víctimas de los demás delitos que se juzgan son Jaqueline Romano, Marta Graiff, Gladis Cuervo (tormentos) y Julio César Quiroga (secuestro).